# Simulium zombaense
Simulium zombaense är en tvåvingeart som beskrevs av Freeman och Meillon 1953. Simulium zombaense ingår i släktet Simulium och familjen knott.
Artens utbredningsområde är Malawi. Inga underarter finns listade i Catalogue of Life.